# Ганчак, Даниел
Даниел Ганчак (словац. Daniel Hančák; род. 1 марта 1984 года, Спишска-Нова-Вес, Чехословакия) — словацкий хоккеист, защитник. Играет в Словацкой экстралиге за клуб «Дукла» (Михаловце).

## Карьера
Воспитанник хоккейной школы ХК «Спишска Нова Вес». Выступал за «Слован» (Братислава), «Ружинов-99» (Братислава), «Дукла» (Сеница), ХК «Трнава», ХК «Мартин», «Дукла» (Тренчин), ХК «Спишска Нова Вес», «Арлан» (Кокшетау). С сезона 2015/16 играет за клуб «Дукла» (Михаловце).
В Словацкой экстралиге провёл 384 матча, набрал 57 очков (19 шайб + 38 передач), в первой словацкой лиге — 309 матчей, 153 очка (34+119), в чемпионатах Казахстана — 163 матча, 56 очков (13+43).
В составе сборной Словакии провел 4 матча.

## Достижения
- Чемпион Словакии (2005, 2007, 2008)
- Бронзовый призёр чемпионата Словакии (2004, 2009)
- Обладатель Континентального кубка (2004).